# Pangandonan
Pangandonan is een bestuurslaag in het regentschap Ogan Komering Ulu Selatan van de provincie Zuid-Sumatra, Indonesië. Pangandonan telt 1107 inwoners (volkstelling 2010).